# Institut national des jeunes aveugles
L'Institut national des jeunes aveugles (INJA) est un Institut d'éducation sensorielle (IES) français situé à Paris. Il s'agit d'un institut médico-social destiné à accueillir et former les jeunes aveugles et à faciliter leur insertion dans la vie active.

## Historique

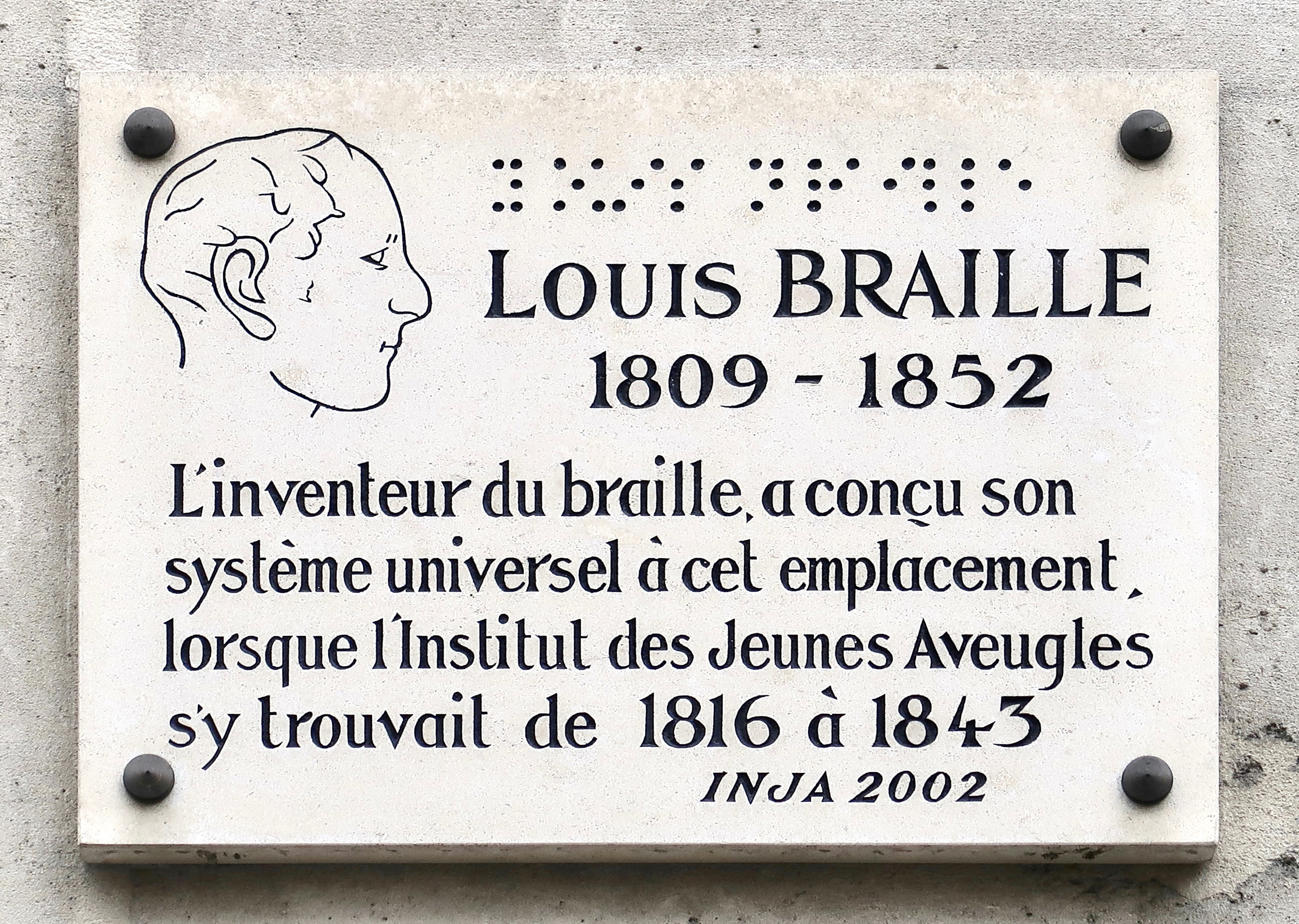
Plaque en hommage à Louis Braille 2 rue des Écoles (Paris), où se trouvait l'Institut national des jeunes aveugles entre 1816 et 1843.

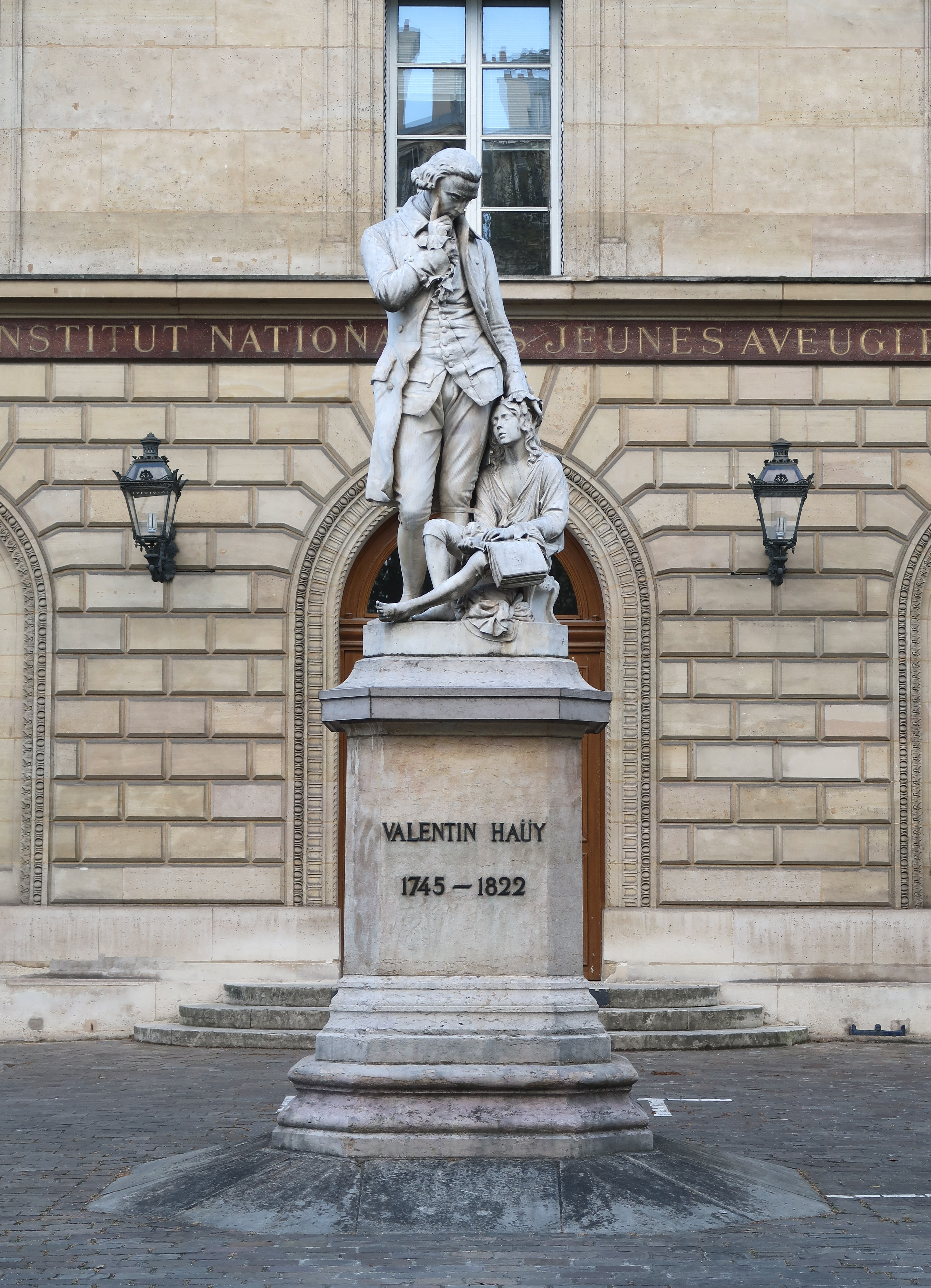
Statue de Valentin Haüy dans la cour d'honneur.

À la fin du XVIIIe siècle, les sociétés européennes commencèrent à s’intéresser à l’éducation des aveugles ; auparavant, les aveugles étaient considérés comme incapables de lire ou écrire. En 1784, Valentin Haüy apprit à lire à François Lesueur, avec le soutien de la Société philanthropique. En 1785, il ouvre à ses frais une école située rue Coquillière à Paris. C'est la date retenue par l'historienne de la cécité en France, Zina Weygand, comme date de fondation de l'INJA. Face aux progrès réalisés par les élèves, la Société philanthropique décide de louer à son compte un bâtiment rue Notre-Dame-des-Victoires en 1786, et y établit l’Institution des Enfants Aveugles, qu'elle place sous la direction de Valentin Haüy. Elle est la première institution française à s'occuper de l'éducation des jeunes aveugles. Il s'agit à l'époque d'un réel progrès concernant les aveugles, l'hôpital des Quinze-Vingts se consacrant davantage à l'accueil qu'à la formation. Le 26 décembre 1786, c'est à Louis XVI qu'Haüy présente ses méthodes et résultats. Il obtient alors un financement royal pour l'accueil de 120 enfants, son école étant renommée Institution royale des jeunes aveugles.
En 1791, elle devient l’Institution nationale des jeunes aveugles par décret de l’Assemblée constituante et se déplace dans le couvent des Célestins, puis dans la maison des filles de Sainte Catherine.
De 1800 à 1815, elle est rattachée à l'hôpital des Quinze-Vingts et se nomme Institut national des aveugles travailleurs. 
Sous la Restauration, elle reprend le nom d’Institution royale des jeunes aveugles, s'installe dans le séminaire Saint-Firmin. En 1844, elle s'installe définitivement au no 56 boulevard des Invalides. 
L'INJA offre aux jeunes un enseignement conforme au programme de l'Éducation nationale des classes primaires à la terminale et les forme au métier d'accordeur de piano.

## Description
L'architecte Pierre Philippon conçut le bâtiment, qui fut construit de 1839 à 1844. Quant aux peintures de la chapelle, elles furent réalisées par Henri Lehman. En face de l'entrée se trouve une statue de Valentin Haüy, un enfant assis à ses pieds, ainsi qu'un buste de Louis Braille. Une de ses salles, la salle André Marchal, sert régulièrement comme décor de film.

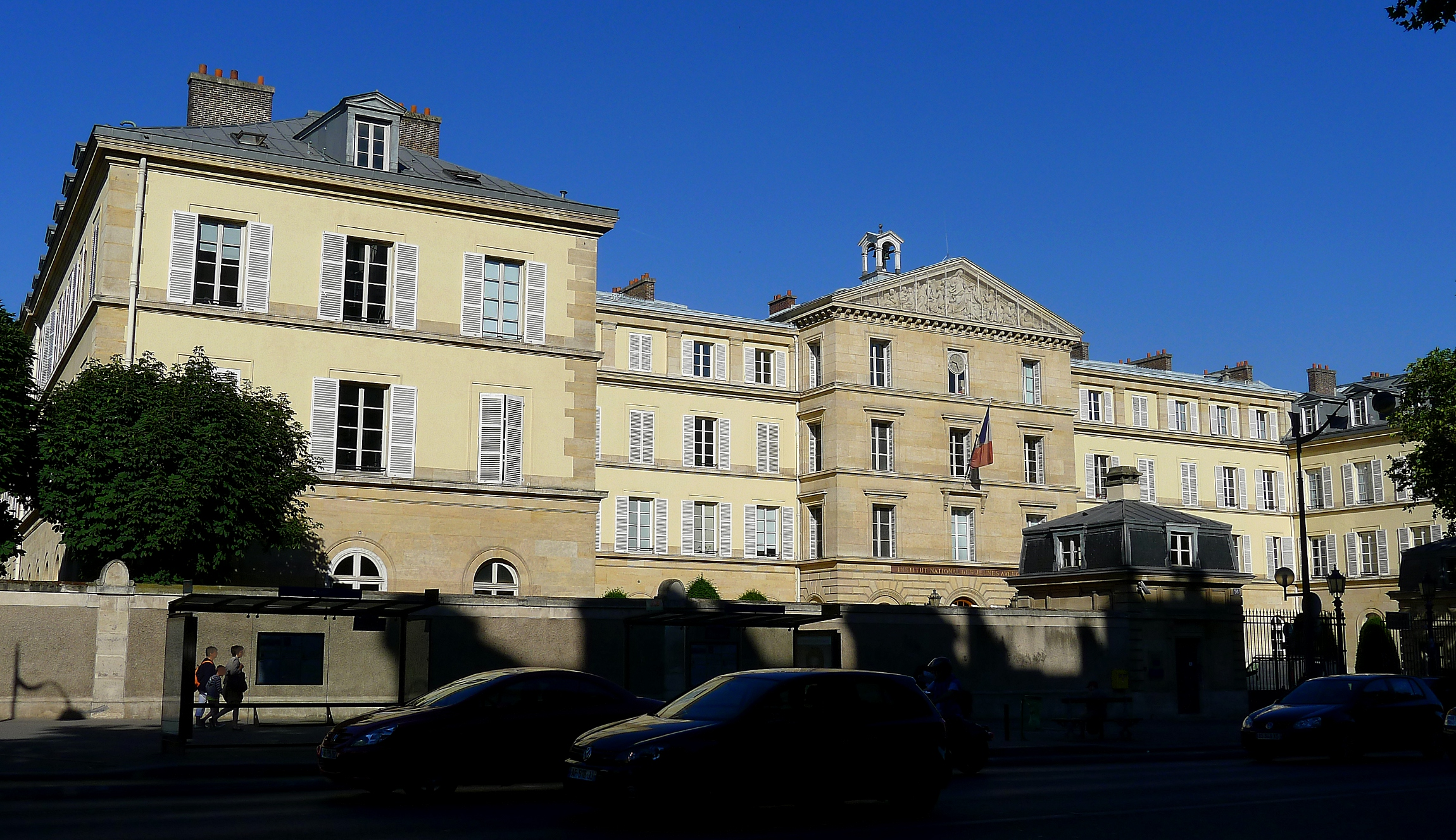
Vue générale de l'institut en 2012.

Les façades, les toitures et le décor intérieur de la chapelle font l’objet d’un classement au titre des monuments historiques depuis le 21 décembre 1984.
Son jardin est ouvert au public depuis 2023. Portant le nom d'Helen Keller, il est accessible depuis le 88 bis rue de Sèvres.

## Principaux directeurs et enseignants
- Directeur Alexandre-René Pignier (1785-1874)
- Directeur Pierre-Armand Dufau (1840-1855)
- Directeur Arthur Coquard (1891-1899)
- Professeur de musique Maurice de La Sizeranne, fondateur en 1889 de l’Association Valentin Haüy
- Chef de l’enseignement Joseph Guadet de 1840 à 1871[10].
- Professeur de modelage Louis Vidal (1888), sculpteur français non voyant[11].

## Élèves célèbres
- Louis Braille : enseignant, musicien et inventeur éponyme du système d’écriture tactile ;
- Joseph Bucciali :  organiste et compositeur ;
- Gabriel Gauthier : organiste, compositeur, et pédagogue ;
- Marius Gueit : organiste, violoncelliste et compositeur ;
- Jean Langlais : organiste, improvisateur, pédagogue et compositeur ;
- Louis Lebel : organiste, professeur et compositeur[6] ;
- Gaston Litaize :  organiste, improvisateur, professeur et compositeur ;
- André Marchal :  organiste, professeur, improvisateur ;
- Adolphe Marty :  organiste, improvisateur, compositeur et pédagogue  ;
- Gilbert Montagné : auteur, compositeur et interprète ;
- Claude  Montal : accordeur et facteur de piano. Légion d'honneur (1851) ;
- Jean-Baptiste Penjon : mathématicien, premier aveugle licencié de l'université (1821) ;
- Antoine Reboulot :  organiste, pianiste, improvisateur, conférencier, professeur et compositeur ;
- Maurice Simon : musicien, organiste et compositeur
- Raymond Thiberge : pédagogue, créateur de l'Institut pédagogique Raymond-Thiberge (1930) et de l'Institut de pédagogie musicale (1934)[12]
- Louis Thiry : organiste, improvisateur, professeur et compositeur ;
- Henri Victor Tournaillon : organiste et compositeur ;
- Louis Vierne : compositeur, organiste titulaire du grand orgue de la cathédrale Notre-Dame de Paris ;
- Jean Wallet :  organiste, improvisateur et professeur.